# Alistair Cameron Crombie
Alistair Cameron Crombie (Brisbane, Australia, 1915 - Oxford, 1996) fue un historiador de la ciencia.

## Trayectoria
Nacido en Brisbane, Australia, Crombie se educó en la Anglican Church Grammar School y en la Geelong Grammar School.
Estudió en las universidades de Melbourne (zoología) y Cambridge, donde realizó su tesis doctoral y sus estudios postdoctorales en dinámica de poblaciones. Durante su estancia en Cambridge, Crombie estudió filosofía con C. D. Broad, y comenzó a trabajar en la filosofía y la historia de la ciencia. Desde entonces contribuyó con numerosas publicaciones a estas disciplinas y formó a no pocos discípulos.
A comienzos de los años 1950, enseñó en el University College de Londres. En 1953, destacó en la Universidad de Oxford como pionero de la historia de la ciencia, y esa disciplina cobró relieve por esas fechas y más aún durante su enseñanza.
La obra más destacada de Crombie fue su libro, en tres volúmenes, Styles of Scientific Thinking in the European Tradition: The History of Argument and Explanation Especially in the Mathematical and Biomedical Sciences and Arts, publicada en al final de su vida. Desarrolla la idea (discutida desde entonces) de que hay cambiantes "estilos científicos" europeos, lo que sería clave de su historicidad.
Crombie fue el fundador y presidente de la British Society for the History of Science y contribuyó a la fundación de diversas revistas en los campos de la historia y la filosofía de las ciencias.
Su elección a la Presidencia de la Academia Internacional de Historia de la Ciencia, que ocupó desde 1968 hasta 1971, su nombramiento para la Academia Pontificia de las Ciencias en 1994, y la concesión del Premio Europeo para la Historia de la Ciencia en el año siguiente son prueba de la reputación de que gozaba a nivel internacional. Fue nombrado fellow de la Academia Británica en 1990.

## Obras
- Augustine to Galileo: The History of Science A.D. 400 - 1650. Penguin. 1969 [1952]. ISBN 0-14-055074-7.[6][7][8][9]
- Robert Grossteste and the Origins of Experimental Science, 1100-1700. Oxford: Clarendon Press. 1953. ISBN 0-19-824189-5.[10][11]
- Science, Optics and Music in Medieval and Early Modern Thought. London: Hambledon. 1990. ISBN 0-907628-79-6.
- Styles of Scientific Thinking in the European Tradition: The History of Argument and Explanation Especially in the Mathematical and Biomedical Sciences and Arts. London: Gerald Duckworth & Company. 1995. ISBN 0-7156-2439-3.[12]

## Libros traducidos al castellano
- Crombie, A. C. (2000). Historia de la ciencia: de San Agustín a Galileo. Alianza Editorial. ISBN 978-84-206-2994-0.
- Crombie, A. C. (1993). Estilos de pensamiento científico a comienzos de la Europa moderna. Universidad de Valencia. ISBN 978-84-600-8710-6.